# Bloki śródkomorowe
Bloki śródkomorowe – zaburzenia przewodnictwa śródkomorowego, mogą być wywołane niepożądanym działaniem niektórych leków, chorobami lub wadami serca.
Powstające wskutek zwolnienia lub przerwania przewodzenia bodźców elektrycznych w obrębie układu przewodzącego mięśnia komór serca. Widoczne w elektrokardiogramie.
W zależności od obrazu elektrokardiograficznego, rozróżniamy 3 główne typy bloku śródkomorowego, opisane poniżej.

## Blok odnogi lub wiązkipęczka Hisa
Sam blok przewodzenia może być dla badanego nieodczuwalny, zwłaszcza niezupełny (traktowany często jako jeden z dopuszczalnych stanów normy, gdyż występuje nawet u dzieci, młodzieży i osób o aktywnym stylu życia)
Blok może być wywołany:
- działaniem niepożądanym niektórych leków
- niewydolnością serca
- chorobą wieńcową
- kardiomiopatią
- zaburzeniami rytmu
- innymi wadami serca.

Diagnozowany zwykle z odczytu EKG, widoczny jako:
- szerokie zespoły QRS
- charakterystyczne zmiany kształtu zespołów QRS w odpowiednich odprowadzeniach przedsercowych.

Rozróżniamy:
- Blok prawej odnogi pęczka Hisa
  - częściowy (niezupełny)
  - całkowity
- Blok lewej odnogi pęczka Hisa
  - częściowy (niezupełny)
  - całkowity
- Blok przedniej wiązki lewej odnogi
- Blok tylnej wiązki lewej odnogi

## Inne postacie bloku śródkomorowego
- utrudnienie przewodnictwa śródkomorowego
- blok ogniskowy
- rozlany blok śródkomorowy

## Klasyfikacja ICD10
| kod ICD10     | nazwa choroby                      |
| ------------- | ---------------------------------- |
| ICD-10: I45.2 | Blok dwuwiązkowy                   |
| ICD-10: I45.3 | Blok trójwiązkowy                  |
| ICD-10: I45.4 | Nieokreślony blok wewnątrzkomorowy |